# Rio Huasco

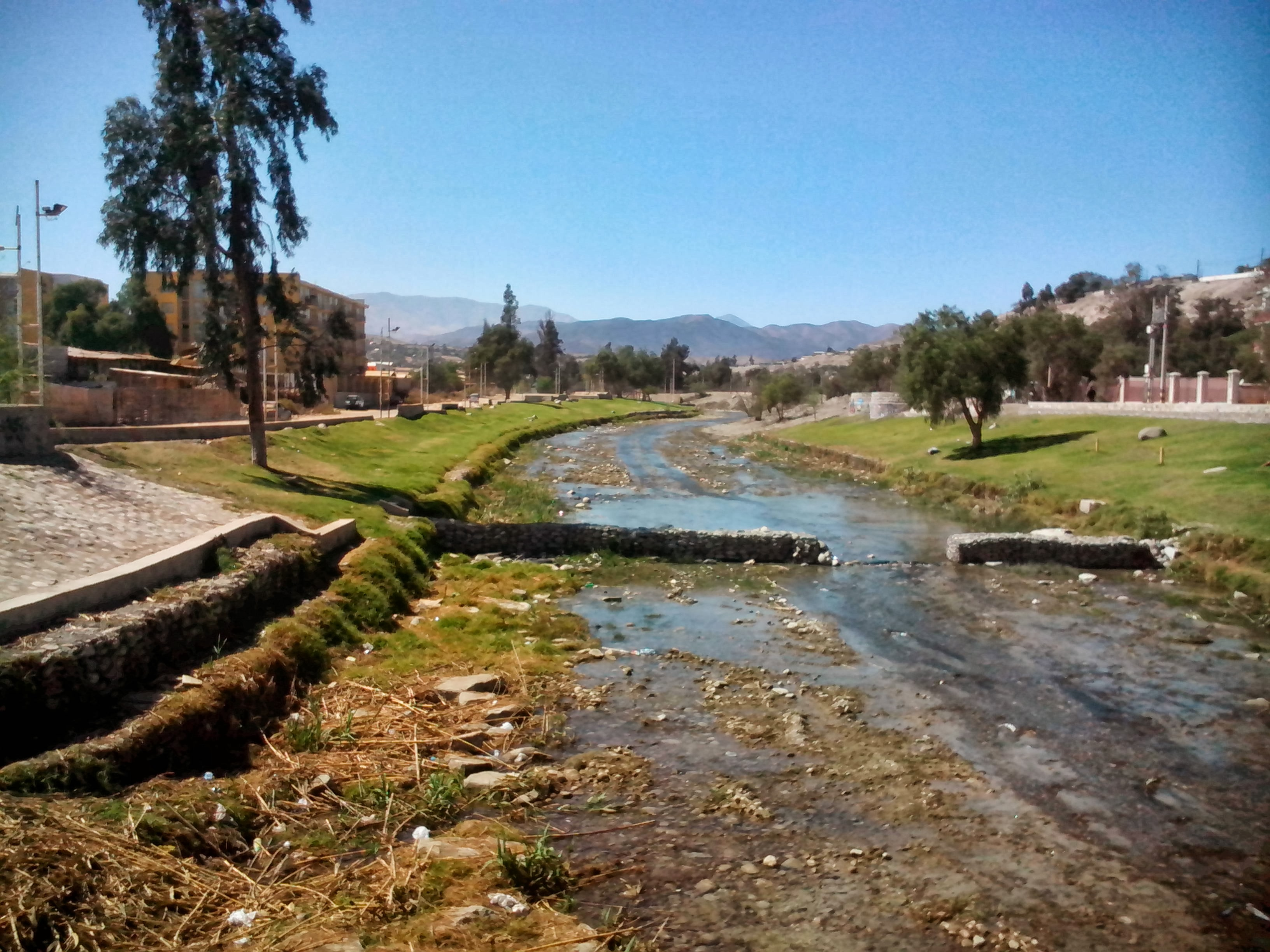
Rio Huasco, em Vallenar, Chile.

O Rio Huasco ou, na sua forma portuguesa, Guasco é um rio sul-americano que banha o Chile.